# Шереметев, Фёдор Петрович
Фёдор Петрович Шереметев (1655—1723) — боярин из рода Шереметевых (с 1682). Сын боярина Петра Васильевича Шереметева (?—1690) и его жены Анны Федоровны Волынской (?—1684). Младший брат Шереметева Бориса Петровича знаменитого русского полководца и дипломата.

## Биография
В 1676 году был назначен в комнатные стольники. В 1681 году в должности Кондинского наместника и товарища воеводы Киева; 21 сентября 1682 году получил боярский чин, в этом качестве был назначен первым воеводой Киева в 1684 году. В 1686 году участвовал в заключении «Вечного мира» в Москве с Речью Посполитой.
В 1684 году на деньги тестя Самойловича купил село Новосёлки (Георгиевское), которое в 1720 году отдал своему племяннику Василию Васильевичу Шереметеву. В Новосёлках при Ф. П. Шереметеве был освящён деревянный Георгиевский храм. Ф. П. Шереметев был в числе первых петербуржцев: он получил для строительства участок на Большой Дворянской улице.
Скончался в 1723 году.

## Семья
Был женат три раза.
Первый раз — на княжне Голицыной (умерла до 1683 года).
Во второй раз — на дочери гетмана Ивана Самойловича Прасковье Ивановне (ум. 20 марта 1685).
Относительно третьей жены источники приводят разные данные: по родословной Шереметевых — дочь П. С. Урусова Анастасия Петровна (ум. 28 января 1715) (имел от второй жены сына Василия, от третьей — сыновей Владимира и Алексея); другие источники называют третьей женой Анастасию Петровну Лобанову-Ростовскую, урождённую Соковнину. У них родилась дочь Анна, в разгар русско-турецкой войны она вышла замуж за князя Константина Степановича Кантакузина, генерал-майора от кавалерии российской службы. Вскоре после свадьбы, распродав все имущество в Москве, Анна Фёдоровна вместе с мужем переехала в Вену, где у них родились сыновья Авраам (1741—1781; впоследствии капитан гвардии Преображенского полка) и Александр (1743—1772; майор кавалерийского полка, погибший во время русско-турецкой войны). В начале своего пребывания в Вене Анне Фёдоровне пришлось взять на себя выплату долгов и займов, сделанных свекровью и деверем. В 1746 году, по обвинению в разведывательной деятельности в пользу России, князь Константин Кантакузин был арестован австрийским властями и осужден на 35 лет тюремного заключения в крепости г. Граца. Все попытки Анны Шереметевой-Кантакузиной добиться освобождения мужа оказались тщетными. Исчерпав все связи и средства, она вынуждена была вернуться в Москву, где посвятила себя воспитанию сыновей и ожиданию мужа, которого ей так и не суждено было увидеть.